# Newbiggin-on-Lune
Newbiggin-on-Lune is een dorp aan de rivier Lune in het civil parish Ravenstonedale in het bestuurlijke gebied Eden, in het Engelse graafschap Cumbria. Het ligt aan de A685 tussen Brough en Tebay, ongeveer vier mijl ten zuidwesten van Kirkby Stephen. Ten noorden van Newbiggin-on-Lune ligt de Smardale Gill een viaduct van de gedemonteerde voormalige South Durham & Lancashire Union Railway een spoor tussen Tebay en  het Kirkby Stephen East spoorweg  station. In het zuiden van Newbiggin-on-Lune  liggen de heuvels van de Howgill Fells waaronder de 600 meter hoge Green Bell. 
Het gebied van een middeleeuwse nederzetting ten noorden van de St Helen's Chapel en het gebied rond de St Helen's Chapel vallen onder de English Heritage.

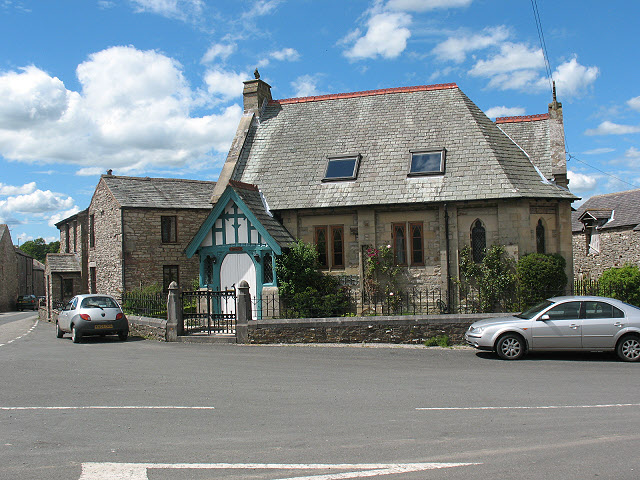
Omgebouwde Chapel
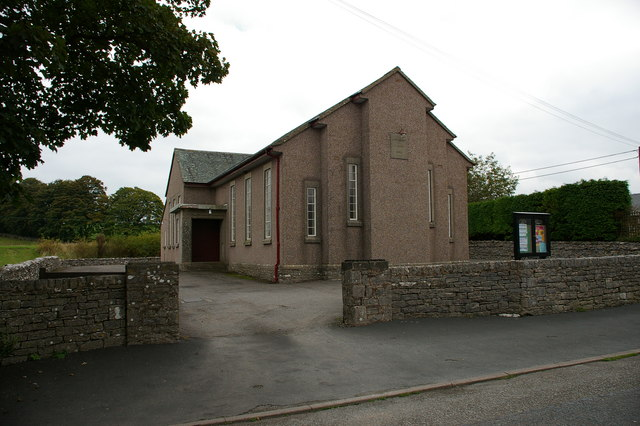
Methodist Church

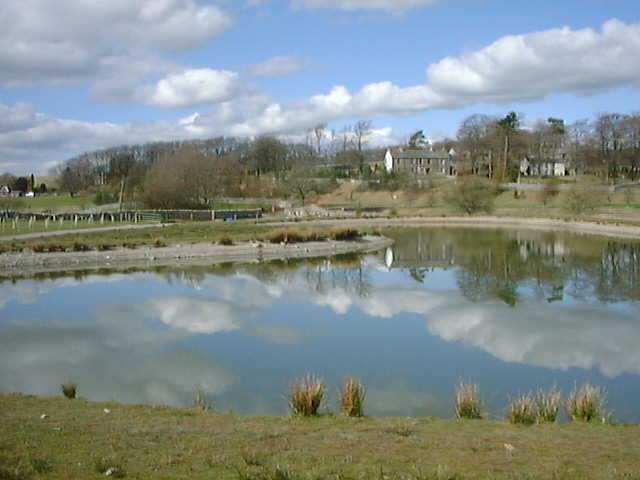
Bessy Beck Forel visserij
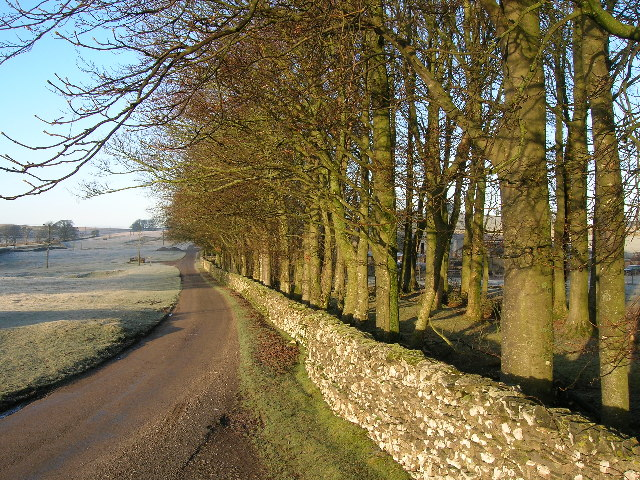
High Lane, Newbiggin-on-Lune